# Historia de la energía nuclear en Bolivia

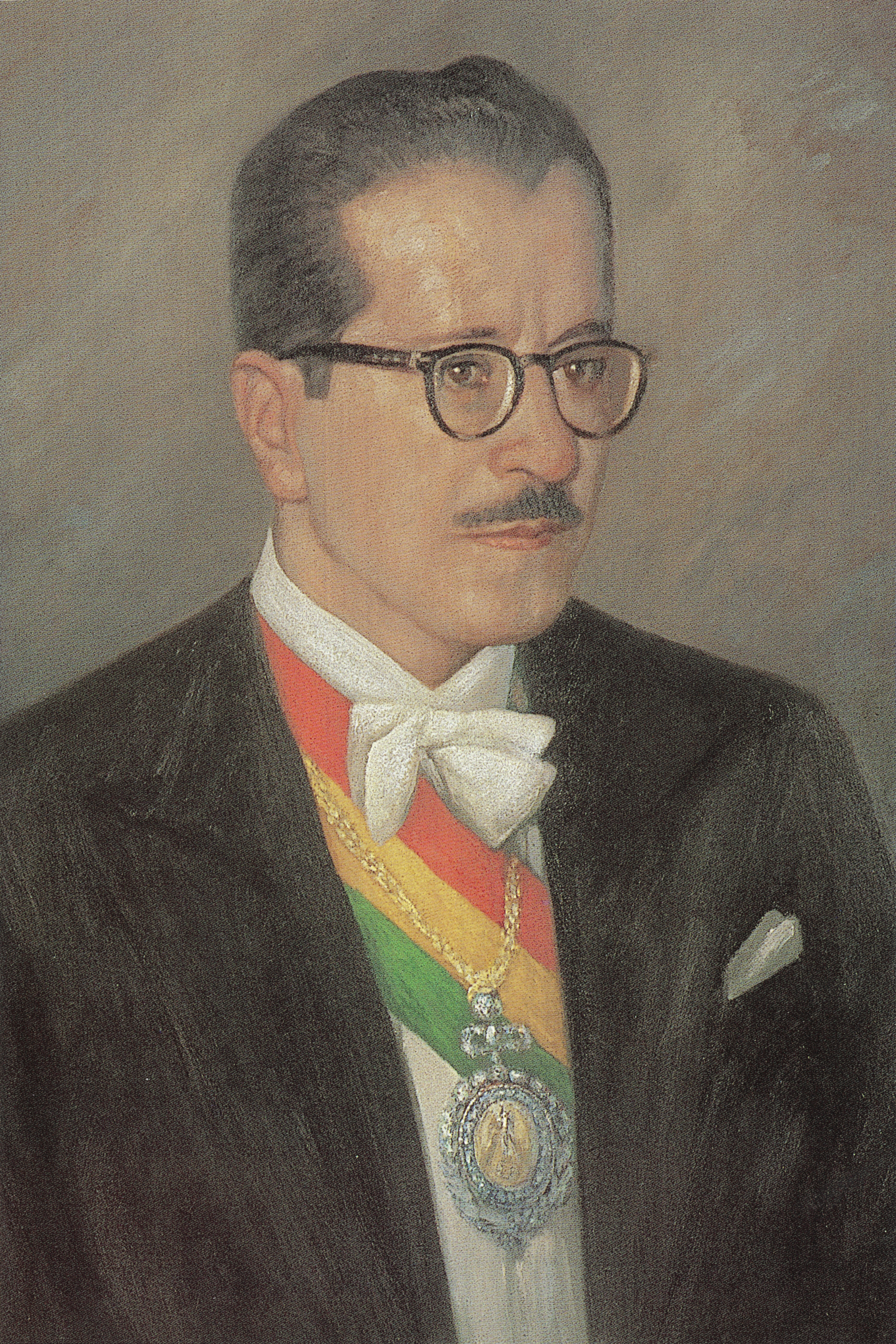
El Presidente de Bolivia Hernán Siles Suazo (1914-1996), quien gobernó el país de forma constitucional desde 1956 hasta 1960, se convirtió oficialmente en el primer mandatario boliviano que se interesó por la implementación y desarrollo de la energía nuclear en Bolivia, disponiendo la creación de la "Comisión Boliviana de Energía Nuclear" (COBOEN) en 1960.

La Historia de la energía nuclear en Bolivia se refiere a todos los antecedentes históricos sobre el desarrollo de la energía nuclear en Bolivia los cuales comenzaron a partir del año 1960.

## Década de 1960

### Primer Gobierno de Hernán Siles Suazo (1956-1960)
El antecedente más antiguo sobre la historia de la energía nuclear en Bolivia se remonta a finales de la década de 1950 cuando el entonces "Instituto de Física Cósmica" ubicado en la ciudad de La Paz y dependiente de la Universidad Mayor de San Andrés (UMSA) comienza a interesarse en realizar las primeras actividades de investigación relacionadas con la energía nuclear. Todos estos trabajos investigativos realizados por dicha universidad pública, motivaron a que la UMSA comience también a la vez a realizar las gestiones ante el entonces gobierno del presidente Hernán Siles Suazo (1914-1996) con el objetivo de promover e impulsar la creación en Bolivia de una comisión especializada que se dedique específicamente a las investigaciones sobre esta nueva energía que venía ya implementadose en varios países del mundo.

#### Creación de la Comisión Boliviana de Energía Nuclear (1960-1983)
Es de esa manera que el 14 de enero de 1960, el entonces presidente boliviano Hernán Siles Suazo (perteneciente al partido político del Movimiento Nacionalista Revolucionario) tomó la decisión de que Bolivia comience a incursionar en el desarrollo e implementación de dicha energía en el país, y con la finalidad de dar los primeros pasos para cumplir con este objetivo, Hernán Siles dispuso oficialmente la creación de la "Comisión Boliviana de Energía Nuclear" (COBOEN) mediante decreto supremo Nª 5489, que señalaba lo siguiente:

"Considerando : 

Que el país (Bolivia) no debe permanecer marginado del progreso científico y técnico alcanzado por otras naciones en el campo de las investigaciones de la energía nuclear y sus inmediatas aplicaciones para fines pacíficos; Que por tales razones, es conveniente y necesaria la creación de un organismo especial que se dedique a impulsar tanto el conocimiento y la divulgación de dichas investigaciones; como a lograr la tecnificación de profesionales bolivianos en materia de Física Nuclear y a asesorar al Supremo Gobierno y a los establecimientos superiores de enseñanza en todo cuanto tenga relación con esa disciplina."
DECRETA:
"Artículo 1°.- Créase la Comisión Boliviana de Energía Nuclear (COBOEN), como organismo dependiente de la Comisión Nacional de Coordinación y Planeamiento y bajo la directa dirección de su Vicepresidente Ejecutivo.
"Artículo 2°.- La Comisión Boliviana de Energía Nuclear (COBOEN), deberá desarrollar las siguientes actividades:
- Promover en el país las investigaciones en el campo de la energía nuclear y sus aplicaciones prácticas con fines pacíficos
- Asesorar al Supremo Gobierno en la prospección de minerales radioactivos existentes en el territorio nacional
- Colaborar a los organismos oficiales que lo requieran, en todo cuanto concierne a esta clase de asuntos
- Cooperar a las Universidades y otros centros de enseñanza superior del país, para la creación de Cátedras de Física e Ingeniería Nuclear
- Mantener contacto con instituciones similares del extranjero para el intercambio de información científica

- Recopilar, adquirir y solicitar publicaciones sobre esta materia y formar con ellas una biblioteca especializada"
Presidente de Bolivia Hernán Siles Suazo (Decreto Supremo del 14 de enero de 1960 - La Paz, Bolivia).

### Segundo Gobierno de Víctor Paz Estenssoro (1960-1964)

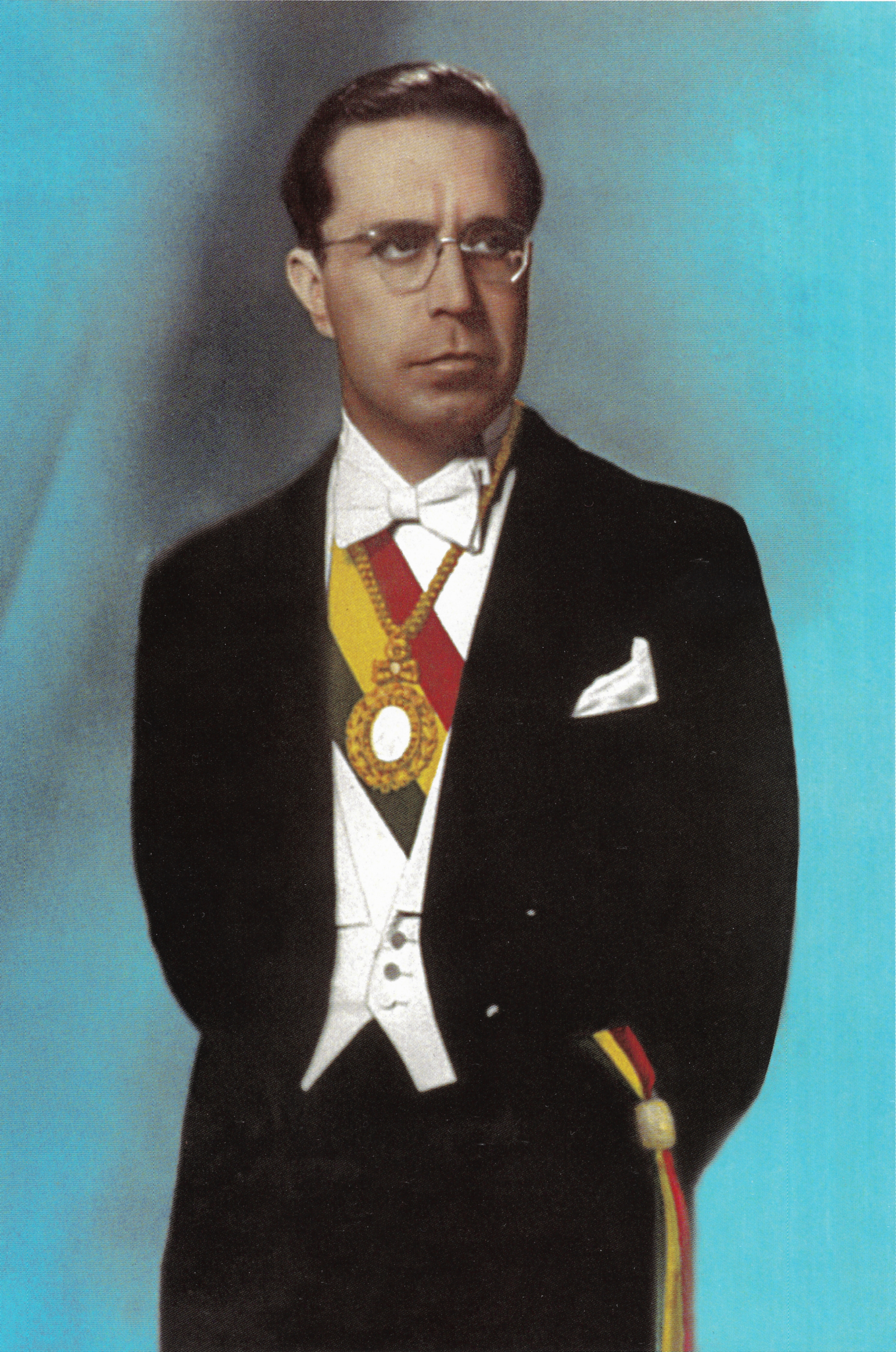
Presidente de Bolivia Víctor Paz Estenssoro (1907-2001) gobernó constitucionalmente el país desde 1960 hasta 1964. Durante su segundo gobierno, Víctor Paz decidió que la "Comisión Boliviana de Energía Nuclear (COBOEN)" pase a depender de la Junta Nacional de Planeamiento y en 1962 se creó el Instituto Nacional de Medicina Nuclear (INMN).

Después de haber obtenido la victoria en las elecciones presidenciales de 1960, Víctor Paz Estenssoro asumió nuevamente la presidencia de Bolivia por segunda vez para un mandato constitucional de 4 años desde 1960 hasta 1964. Durante el transcurrir de su segundo gobierno, Paz Estenssoro decidió dar continuidad con el proyecto que su antecesor había creado, sin embargo realizó algunos ligeros cambios pues el 26 de enero de 1962, dispuso mediante Decreto Supremo n.º 5389 que la "Comisión Boliviana de Energía Nuclear" pase a depender de la Junta Nacional de Planeamiento como organismo de investigación especializada.

#### Creación del Instituto Nacional de Medicina Nuclear (1962)
Desde la década de 1960, en Bolivia empezó a utilizarse los radioisótopos en el área medicinal, como el Fósforo-32 y el Iodo-131 pues cabe recordar que dichos radioisótopos habían comenzado a emplearse en el mundo hace ya unos 70 años atrás para el tratamiento de los desórdenes sanguíneos como la policitemia vera además de estudiar las anomalías en la glándula tiroides respectivamente.
La utilizacion de estos radioisótopos en la medicina boliviana fueron también apoyadas en buena medida por la cooperación de países vecinos limítrofes con Bolivia como Argentina y Brasil que finalmente culminaron con la fundación del "Instituto de Medicina Nuclear" en el ano 1962 y el cual era dependiente de la recientemente creada Comisión Boliviana de Energía Nuclear (COBOEN), con lo que de esta manera se dio un impulso de manera significativa en las actividades de la utilizacion pacífica de la energía nuclear en el país.

### Gobierno de René Barrientos Ortuño (1964-1969)

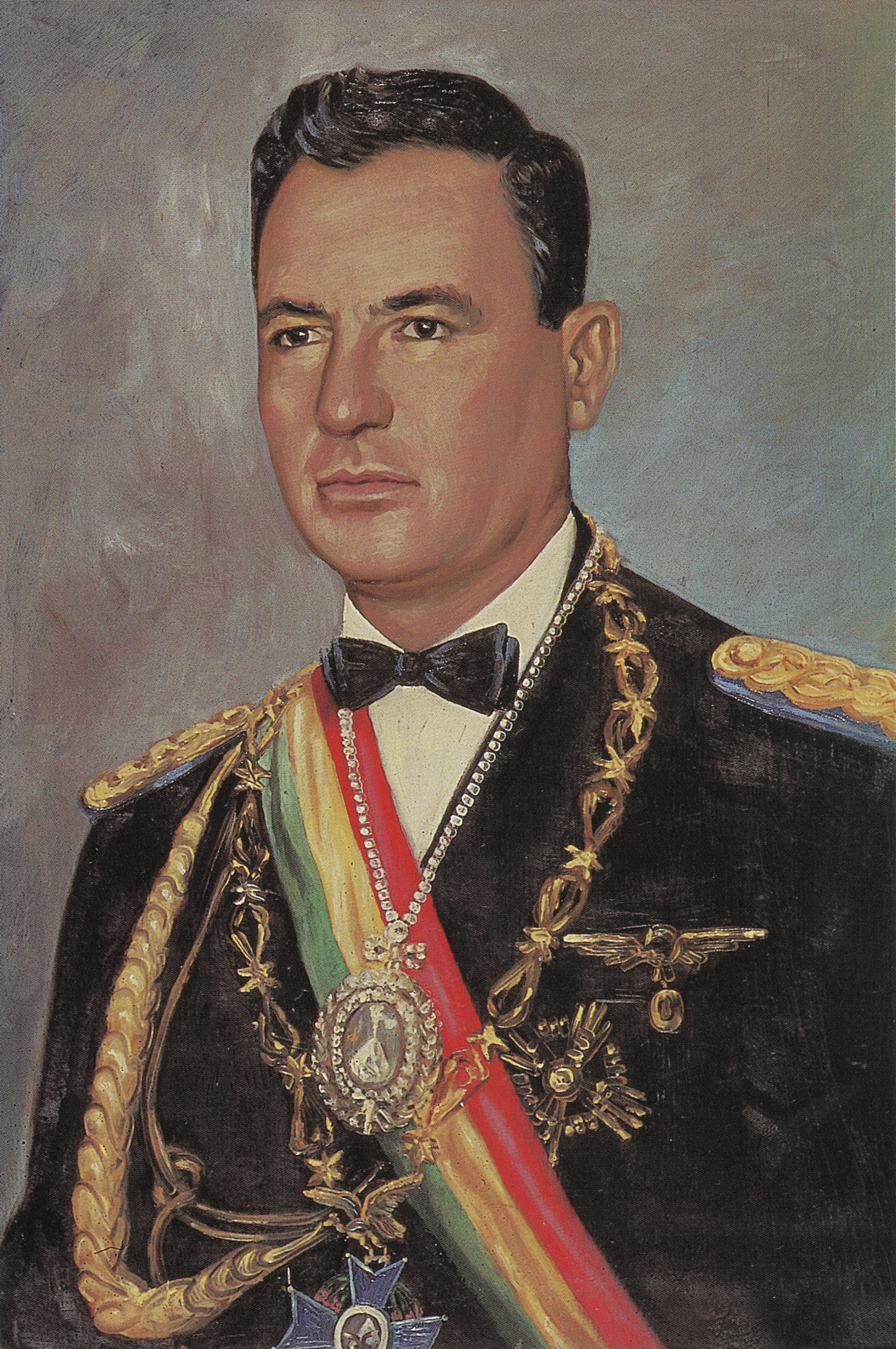
Presidente de Bolivia René Barrientos Ortuño (1919-1969) gobernó el país de manera dictatorial desde 1964 hasta su trágica muerte en un accidente aéreo de helicóptero en 1969. Durante su gobierno, Bolivia firmó varios acuerdos y tratados nucleares además de comenzar con la exploración de minerales radiactivos.

#### Primeras exploraciones de minerales radiactivos en Bolivia
Con el ingreso de los gobiernos militares al poder (o también denominados como "dictaduras militares") a partir del año 1964, mediante un golpe de Estado propiciado por el general René Barrientos Ortuño de la Fuerza Aérea Boliviana (FAB), cabe mencionar que tampoco se vio paralizada la investigación de dicha energía en el país pues en 1965 la empresa "Swedish Consulting Company" (compañía consultora sueca) junto al Servicio Geólogico de Bolivia (GEOBOL) comenzaron a efectuar los primeros trabajos de prospección sobre la posible existencia de minerales radioactivos en Bolivia, realizando estudios mineralógicos en la Cordillera de los Frailes perteneciente al Departamento de Potosí, llegando a cubrir un área de 15 000 kilómetros cuadrados, aplicando métodos como la magnetometría aérea y la radiometría, de acuerdo con los datos de la entidad estatal.

#### Suscribción boliviana de acuerdos y tratados nucleares
El 11 de enero de 1966, los gobiernos de Brasil y Bolivia suscriben en la ciudad de La Paz el "Acuerdo sobre Cooperación en el Campo de los Usos Pacíficos de la Energía Atómica", firmado entre el Ministro de Relaciones Exteriores de Bolivia Joaquín Zenteno Anaya y el Plenipotenciario de la República de los Estados Unidos del Brasil, Luis Cintra do Prado, quien además se desempeñaba como Presidente de la Comisión Nacional de Energía Nuclear del Brasil.
En el año 1967, el Organismo Internacional de Energía Atómica (OIEA) decidió por primera vez reconocer a la "Comisión Boliviana de Energía Nuclear" (COBOEN) como miembro oficial de dicho organismo, luego de que Bolivia firmase el acuerdo sobre Privilegios e Inmunidades del OIEA y además de adherirse a la "Convención sobre Responsabilidad Civil por Daños Nucleares", suscrita el 30 de mayo de 1967 en la ciudad de Viena, Austria.
El 1 de julio de 1968, Bolivia firmó el Tratado de No Proliferación Nuclear (TNP), que dos años después fue nuevamente ratificado por el país ya el 26 de mayo de 1970 en la ciudad de Washington en los Estados Unidos. A su vez, el 11 de diciembre de 1968, el entonces congreso boliviano (actualmente denominado como Asamblea Legislativa Plurinacional) decidió aprobar y elevar al rango de Ley el acuerdo que se había suscrito con el Brasil en la ciudad La Paz, unos dos años antes en 1966.
En el año 1969, Bolivia se incorpora como estado miembro de la "Comisión Interamericana de Energía Nuclear" (CIEN), el cual es un organismo especializado en dicha área y dependiente de la Organización de Estados Americanos (OEA).

## Década de 1970

### Primer gobierno de Hugo Banzer Suárez (1971-1978)

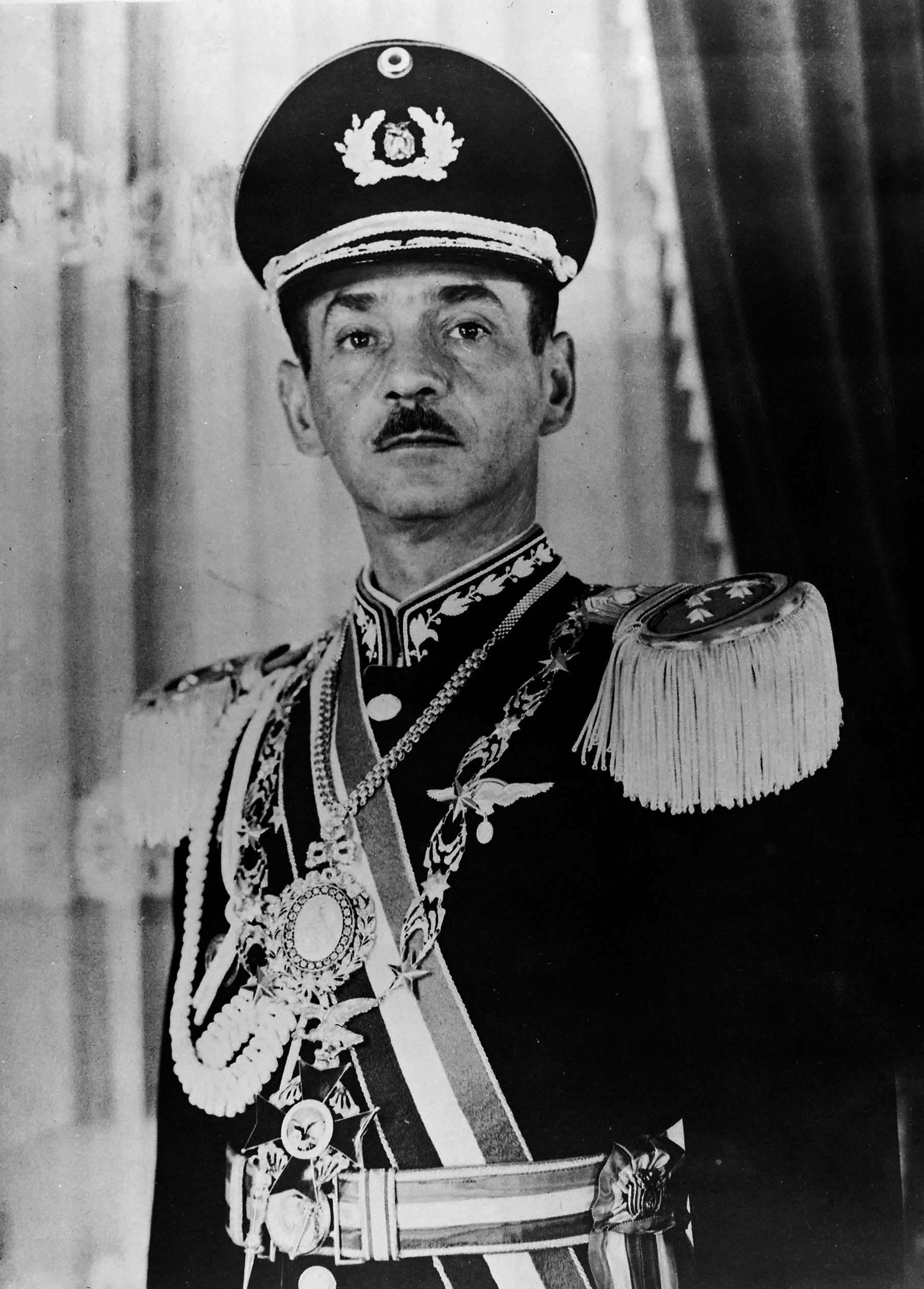
Presidente de Bolivia Hugo Banzer Suárez (1926-2002), gobernó de manera dictatorial al país desde 1971 hasta 1978. Durante su primer gobierno, se construyó en Bolivia por primera vez una planta piloto de tratamiento de Uranio.

#### Búsqueda y localización de Uranio en Bolivia
Si bien durante gran parte de la década de 1960, Bolivia había comenzado a explorar tímidamente su territorio en busca de algunos minerales radiactivos pues no sería hasta la década de 1970 cuando el país comienza verdaderamente y de manera intensa a buscar algunos posibles depósitos que puedan albergar el mineral de uranio y para desarrollar esta labor pues la Comisión Boliviana de Energía Nuclear (COBOEN) a través de su "Departamento de Exploración de Minerales", empieza en el año 1969 a realizar las investigaciones sobre la posible existencia de uranio en Bolivia, conformando un equipo de especialistas bolivianos y expertos nacionales que durante esa época habían logrado adquirir entrenamiento en centros de energía nuclear en Europa para realizar labores de prospección, exploración y explotación de minerales de uranio y torio. Es de esa manera que iniciaron la aplicación de métodos de "Radiometría Terrestre" en el área de Sevaruyo en el Departamento de Oruro, investigando en rocas sedimentarias de la edad Cretácica, de la edad Paleógena y de la  edad Neógena pero solamente obtuvieron escasos resultados con muy poco éxito. Sin embargo al año siguiente, la COBOEN decidió empezar en 1970 otra nueva búsqueda para encontrar uranio pero en esta ocasión lo hizo en rocas volcánicas de la formación de la Cordillera de los Frailes en donde finalmente lograron obtener esta vez resultados positivos que llevaron a la localización del depósito de este elemento en un lugar denominado como "Cerro Cotaje" ubicado en la Provincia de Antonio Quijarro del Departamento de Potosí, además de encontrar otros pequeños depósitos en las anomalías de Huancarani, Torko, Los Diques, Tholapalca y otras menores.

#### Construcción de planta de tratamiento de Uranio
Una vez encontrado el uranio, la "Comisión Boliviana de Energía Nuclear" (COBOEN) decidió realizar el tratamiento de dicho mineral, y para lograr aquel objetivo, procedió a construir el año 1974 una pequeña planta piloto semi-industrial de lixiviación en dicha área. El proyecto estuvo compuesto por un equipo de trabajo de profesionales ingenieros bolivianos y especialistas en dicha materia, el cual estuvo liderado por el ingeniero potosino Willy Vargas Enríquez quien además había diseñado el montaje de dicha planta. Los profesionales se trasladaron durante seis meses al "Cerro Cotaje", para obtener la primera muestra de materia prima del mineral, extrayendo el uranio de manera cuidadosa para luego almacenarlo en piezas amarillas con formas de torta logrando de esa manera producir los primeros 2 kilogramos de Òxido de Uranio de Bolivia, también conocido como Yellow Cake (Torta Amarilla) y con una pureza alcanzada hasta el 60 %
Este grupo de ingenieros pertenecientes a la entonces "Comisión Boliviana de Energía Nuclear" (COBOEN) inmediatamente se trasladaron a la ciudad de La Paz, llevando consigo dicha muestra de 2 kilos de Yellow cake (Torta Amarilla) de uranio, extraída y procesada en la planta de tratamiento de la "Mina Cerro Cotaje" de Potosí y el 19 de diciembre de 1974 se presentaron en el salón rojo del Palacio de Gobierno ante el entonces presidente de Bolivia Hugo Banzer Suárez, quien al ver la muestra quedó completamente sorprendido y complacido por el trabajo de los profesionales bolivianos en cuanto al tema nuclear, felicitándolos por haber logrado obtener el Òxido de Uranio.
La producción de Uranio en Bolivia alcanzó los 56 kilogramos, con una pureza del 60 %, durante los siguientes 5 a 6 años que duró esta operación que se la denomino piloto. Los trabajos en la planta del cerro Cotaje estuvieron a cargo del ingeniero Willy Vargas Enríquez, ex docente de la Carrera de Química de la Universidad Autónoma Tomás Frías (UATF),. Esta actividad sirvió a Bolivia para comenzar a adquirir conocimiento y experiencia en la minería nuclear en el país además de formar personal en esta área, a pesar de que la reserva encontrada en el aquel lugar era pequeña y no era considerada un yacimiento. 
Debido al alto costo de las operaciones de extracción y proceso de obtención del Uranio (yellow cake) la COBOEN llegó a la conclusión de que no se podía competir con la extracción y producción que se realizaba en otros países del mundo por lo que dicho emprendimiento tuvo que cerrar. Sin embargo, la prospección y exploración de minerales radiactivos en Bolivia continuo muy activa y con fuerte soporte estatal hasta la el cierre de la COBOEN en junio de 1983 cuando fue reemplazada  con la creación del Instituto Boliviano de Ciencias y Tecnología Nuclear (IBTEN), como la institución científico técnica, descentralizada con personería jurídica, patrimonio propio, autonomía administrativa y financiera dependiente de instancias gubernamentales.
En 1975, se crea el programa de “Centro de Investigaciones Nucleares” que incluyó la instalación de un Generador de Neutrones en 1978. En la actualidad, es dependiente del IBTEN y opera bajo el nombre de Centro de Investigaciones y Aplicaciones Nucleares (CIAN).